# Igo Gênes Volley
Le club de volley-ball masculin de Gênes (et qui a changé plusieurs fois de nom en raison de changements de sponsors principaux) évolue au deuxième niveau national (Serie A2).

## Palmarès
Néant.

## Entraîneurs
- 2008-avr. 2012 :  Horacio Del Federico
- Avr. 2012-2012 :  Franco Bertoli